# Sárdi Imre
Sárdi Imre, Spányik (Újpest, 1924. november 17. –) magyar labdarúgó, balszélső.

## Pályafutása
A második világháború után az Újpesti TE labdarúgója volt. Tagja volt a sorozatban három bajnoki címet nyerő csapatnak.

## Sikerei, díjai
- Magyar bajnokság
  - bajnok: 1945-tavasz, 1945–46, 1946–47